# Joseph Barbary
Pour les articles homonymes, voir Barbary.
Joseph Barbary, né le 19 juillet 1877 à Trémentines (Maine-et-Loire) et mort le 15 septembre 1966 à Chemillé (Maine-et-Loire), est un homme politique français.

## Biographie
Après des études de médecines menées à Angers, il ouvre son cabinet à Chemillé, où il exerce jusqu'à sa retraite.
Médecin militaire pendant la Première Guerre mondiale, il s'engage dans la Résistance sous l'Occupation.
Après la Libération, il entame une carrière politique. Conseiller municipal, et conseiller général de 1945 à 1957, il est candidat en troisième position sur la liste du MRP pour l'élection de la première constituante dans le Maine-et-Loire.
Élu député, sa carrière nationale est cependant de courte durée, car il ne se représente pas en juin 1946.

## Distinctions
- Chevalier de la Légion d'honneur (1950)
- Médaille de la Résistance française

## Sources
- Ressource relative à la vie publique :   - Base Sycomore